# Franz Barsig
Franz Albert Barsig (* 22. Februar 1924 in Beuthen O.S.; † 20. Dezember 1988 in Göttingen) war ein deutscher Journalist, SPD-Pressesprecher und Intendant des Senders Freies Berlin.

## Leben
Franz Albert Barsig wurde im heutigen Bytom als Sohn eines Bergmanns geboren. Ursprünglich wollte er Lehrer werden und besuchte daher nach seinem Abitur zunächst eine staatliche Lehrerbildungsanstalt. Diese Ausbildung wurde jedoch vorzeitig durch seine Einberufung in die Wehrmacht beendet. Barsig wurde zum Jagdflieger ausgebildet und während des Zweiten Weltkriegs abgeschossen. Am 18. Januar 1943 hatte er die Aufnahme in die NSDAP beantragt und war zum 20. April desselben Jahres aufgenommen worden (Mitgliedsnummer 9.452.072).
Ende 1945 wurde er Korrespondent der Braunschweiger Zeitung, wechselte 1946 für zwei Jahre zur Hannoverschen Volksstimme und wurde dann stellvertretender Leiter des Büros der Deutschen Nachrichtenagentur (DENA) in Hannover. 1948 erfolgte sein Eintritt in die SPD. Franz Barsig kam durch die väterliche Vermittlung Fritz Heines in ersten Kontakt mit dem damaligen SPD-Vorstand. Berufsbedingt zog er bereits zu Anfang der 1950er Jahre nach Bonn, da er dort eine Stelle als Redakteur des wiedergegründeten Neuer Vorwärts erhielt. Wie viele andere Bonner Journalisten bewohnte Barsig mit seiner Familie eine Bundeswohnung in der Reutersiedlung. Der ältere seiner beiden Söhne, Dietmar, wurde später als Korrespondent des ZDF ebenfalls ein erfolgreicher Journalist. Er starb 2011 im Alter von 49 Jahren. 
Seine Laufbahn in der SPD begann Franz Barsig als Pressereferent der SPD-Bundestagsfraktion, bis er dann zum Pressesprecher des SPD-Parteivorstandes berufen wurde. Von 1965 an war Barsig Chefredakteur und stellvertretender Intendant des Deutschlandfunks. Seine journalistische Karriere konnte er mit zwei fünfjährigen Amtsperioden von 1968 bis 1978 als Intendant des SFB abschließen, obwohl er auf Grund seiner konservativen Einstellung zunehmend an den rechten Rand der SPD rückte. Im Sender Freies Berlin wurde ihm während seiner Amtszeit stets eine hohe soziale Kompetenz bescheinigt. Er gilt als einer der prägenden Intendanten des Senders Freies Berlin. Unter Barsigs Leitung wurde im SFB u. a. der erste Redakteursausschuss einer öffentlich-rechtlichen Rundfunkanstalt installiert. In seine Amtszeit fallen zahlreiche Auszeichnungen für Hörspiel- und Fernsehspiel-Produktionen des SFB (legendär 1971 die Verfilmung der "Deutschstunde" von Siegfried Lenz) sowie erfolgreiche künstlerische Kontakte nach Großbritannien und in die Sowjetunion mit dem SFB-Tanzorchester. Nach dem Ausscheiden aus dem SFB am 28. Februar 1978 wirkte Barsig weiter in Bonn bis zu seinem Tod als freier Journalist. 
Franz Barsig starb im Alter von 64 Jahren in Göttingen an einem Herzleiden. Er war verheiratet und hatte zwei Kinder. Sein Grab liegt auf dem Friedhof Röttgen (Bonn).

## Ehrung
- 1978: Ernst-Reuter-Plakette des Landes Berlin